# Красничи, Луан
Луан Красничи (нем. Luan Krasniqi, 10 мая 1971 года, Юник, Косово, Югославия) — немецкий боксёр-профессионал албанского происхождения, выступавший в тяжёлой весовой категории. Чемпион Европы 1996 года, серебряный призёр чемпионата мира 1995 года, бронзовый призёр Олимпийских игр 1996 года, чемпион Германии 1995 года в весовой категории до 91 кг в любительских соревнованиях, интерконтинентальный чемпион по версии WBO (2007 год), чемпион Европы по версии EBU (European) (2002, 2004—2005 годы) в тяжёлой весовой категории в профессиональном боксе.

## Биография
Луан родился 10 мая 1971 года в югославском Юнике, в семье косовских албанцев. Его детство прошло в этом городе; будущий боксёр окончил там начальную и среднюю школу. В 1987 году семья Красничи переехала в Германию к отцу Луана, с 1970 года проживавшему в Ротвайле. В этом городе Луан продолжил образование, получив диплом уровня А специалиста оптовой торговли, а также начал заниматься боксом в клубе «BSV Rottweil». Первым тренером Красничи стал Тео Керекеш. После получения немецкого гражданства Луан начал выступать в любительских соревнованиях, в весовой категории до 91 кг. В 1994 году он впервые выиграл международный турнир «Multi Nations Tournament» в Ливерпуле, годом позже стал обладателем золотой медали национального первенства и серебряным призёром чемпионата мира в Берлине. В 1996 году Красники стал чемпионом Европы и успешно выступил на олимпийском турнире в Атланте, завоевав «бронзу» Олимпиады. В 1997 году Луан перешёл в профессиональный бокс, заключив контракт с компанией «Panix Promotions» и дебютировав на профессиональном ринге 2 сентября 1997 года. В 2000 году, проведя на тот момент 15 боёв, боксёр принял решение сменить промоутера. В 2001-м Луан подписал трёхлетний контракт с немецкой компанией «Universum Box-Promotion». На следующий год Красничи стал чемпионом Европы в тяжёлом весе, победив соотечественника Рене Монзе решением большинства судей, но уже через полгода уступил титул поляку Пшемыславу Салете. В 2004 году Луан вернул себе пояс EBU (European), выиграв большинством судейских голосов у Синана Самила Сама, и провёл две его успешных защиты. В 2005 году Красничи выиграл нокаутом в шестом раунде отборочный бой по версии WBO у американского боксёра Лэнса Уитакера и получил право на титульный поединок по данной версии с чемпионом мира Лэймоном Брюстером. 28 сентября 2005 года в Гамбурге Луан в жестком и зрелищном бою проиграл Брюстеру техническим нокаутом в девятом раунде. В 2007 году Красничи стал интерконтинентальным чемпионом по версии WBO, победив единогласным судейским решением американца Брайана Минто, но затем проиграл два боя подряд Тони Томпсону и Александру Димитренко. Официально объявил о завершении спортивной карьеры 29 декабря 2011 года.

## Любительская карьера
Первым тренером Красничи стал Тео Керекеш. После получения немецкого гражданства Луан начал выступать в любительских соревнованиях, в весовой категории до 91 кг.
В сборной Германии Красничи дебютировал в 1994 году, в весовой категории до 91 кг, выиграв свой первый же международный турнир, в котором принял участие. На «Multi Nations Tournament» в Ливерпуле Луан последовательно одержал победы по очкам над англичанином Стивом Бёрфордом (14:1) и российским боксёром Андреем Комбаровым (5:0), а в финале оказался сильнее поляка Войцеха Бартника (7:3).
1995 год Луан начал с победы на турнире «Chemistry Cup» в немецком Галле, выиграв в финале по очкам у соотечественника Пеера Мюллера (17:5).
В итоге в мае Красничи поехал на чемпионат мира в Берлине в роли первого номера национальной сборной в весовой категории до 91 кг. По ходу первенства немецкий боксёр досрочно победил Алишера Авезбаева из Узбекистана (в первом раунде) и белоруса Сергея Дычкова (в третьем раунде), в четвертьфинале выиграл по очкам у представителя Украины Виталия Кличко (6:2), а в полуфинале аналогичным образом — у турецкого спортсмена Синана Самила Сама (7:3). В главном бою турнира Красничи встретился с титулованным кубинцем Феликсом Савоном и уступил в виду явного преимущества соперника во втором раунде. Таким образом, Луан стал обладателем серебряной медали чемпионата мира.

## 1997—2005
Дебютировал в сентябре 1997 года. Большую часть боёв провёл в Германии.
В феврале 1998 года техническим нокаутом победил болгарина Стефана Трендафилова, участника Олимпийских игр в Барселоне.
В феврале 2004 года Красничи победил Синан Самил Сама.
В декабре 2004 года он свёл вничью бой с Тимо Хоффманном.
В мае 2005 года Красничи нокаутировал Лэнса Уитакера.

## 2005-09-28Леймон Брюстер —Луан Красники
- Место проведения:  Колор Лайн Арена, Алтона, Гамбург, Германия
- Результат: Победа Брюстера техническим нокаутом в 9-м раунде в 12-раундовом бою
- Статус: Чемпионский бой за титул WBO в тяжёлом весе (3-я защита Брюстера)
- Рефери: Хосе Ривера
- Время: 2:48
- Вес: Брюстер 103,50 кг; Красники 102,00 кг
- Трансляция: ZDF

В сентябре 2005 года Красничи встретился с чемпионом мира в супертяжёлом весе по версии WBO Леймоном Брюстером. Красничи выигрывал бой, но ближе к концу поединка начал уставать. В конце 8-го раунда Брюстер провел несколько чистых хуков в челюсть подряд. После сильного левого крюка Красничи рухнул на канвас. Рефери досчитал до 9, а потом перестал считать, подождав пока албанец поднимется. Красничи явно находился на канвасе больше 10 секунд, но рефери тем не менее позволил ему продолжить поединок. Сразу же после возобновления боя прозвучал гонг. В 9-м раунде завязался размен, в котором Красничи уступал. В конце 9-го раунда Брюстер провел правых хук в голову противника и тот опустился на канвас. Красничи поднялся. Сразу же к рингу поднялся его тренер и попросил остановить бой. Рефери прекратил поединок.

## 2005—2007
В апреле 2006 года победил американца, Дэвида Бостиса.
В июле 2007 года Красничи проиграл Тони Томпсону.